# Idaea dorycniata
Idaea dorycniata är en fjärilsart som beskrevs av Bellier de la Chavignerie 1862. Idaea dorycniata ingår i släktet Idaea och familjen mätare. Inga underarter finns listade i Catalogue of Life.